# Swiss League 2018/19
Die Spielzeit 2018/19 war die 72. reguläre Austragung der zweiten Spielklasse im Schweizer Eishockeysport. Die Saison umfasste 44 Qualifikationsrunden. Es war die zweite Saison nach der Umbenennung der National League B in Swiss League. Die Meisterschaft der zweithöchsten Schweizer Spielklasse gewann der SC Langenthal.

## Teilnehmer
Neu dabei war der EHC Kloten, der in der Saison 2017/18 aus der National League abgestiegen war und den Aufsteiger aus Rapperswil-Jona ersetzte.
| Team                 | Standort          | Eishalle               | Kapazität |
| -------------------- | ----------------- | ---------------------- | --------- |
| HC Ajoie             | Porrentruy        | Patinoire du Voyeboeuf | 4’200     |
| HC La Chaux-de-Fonds | La Chaux-de-Fonds | Patinoire des Mélèzes  | 7’200     |
| EHC Kloten           | Kloten            | Swiss Arena            | 7’624     |
| SC Langenthal        | Langenthal        | Eishalle Schoren       | 4’320     |
| GCK Lions            | Küsnacht          | KEK Küsnacht           | 2’800     |
| EHC Olten            | Olten             | Eisbahn Kleinholz      | 6’500     |
| HC Thurgau           | Weinfelden        | Güttingersreuti        | 3’100     |
| EHC Visp             | Visp              | Litterna-Halle         | 4’300     |
| EHC Winterthur       | Winterthur        | Zielbau Arena          | 2’496     |
| HCB Ticino Rockets   | Biasca            | Raiffeisen BiascArena  | 3’800     |
| EVZ Academy          | Zug               | Academy Arena          | 1’500     |

## Hauptrunde

### Tabelle
(Stand: 18. Februar 2018)
Abkürzungen: S = Siege, N = Niederlagen, SNV = Siege nach Verlängerung NNV = Niederlagen nach Verlängerung, SNP = Siege nach Penaltyschiessen, NNP = Niederlagen Penaltyschiessen, TVH = Torverhältnis

Erläuterungen: Playoffs Saison beendet
| Rang | Team                 | GP | S  | N  | SNV | NNV | SNP | NNP | Tore    | TVH  | Punkte |
| ---- | -------------------- | -- | -- | -- | --- | --- | --- | --- | ------- | ---- | ------ |
| 01.  | HC La Chaux-de-Fonds | 44 | 25 | 9  | 2   | 1   | 3   | 4   | 137:112 | +25  | 90     |
| 02.  | HC Ajoie             | 44 | 29 | 14 | 0   | 0   | 0   | 1   | 151:94  | +57  | 88     |
| 03.  | EHC Olten            | 44 | 25 | 11 | 2   | 2   | 2   | 2   | 183:118 | +65  | 87     |
| 04.  | SC Langenthal        | 44 | 22 | 11 | 4   | 2   | 3   | 2   | 153:113 | +40  | 84     |
| 05.  | EHC Kloten           | 44 | 27 | 16 | 0   | 0   | 1   | 0   | 157:124 | +33  | 83     |
| 06.  | EHC Visp             | 44 | 21 | 13 | 4   | 3   | 2   | 1   | 140:117 | +23  | 79     |
| 07.  | HC Thurgau           | 44 | 22 | 18 | 1   | 2   | 0   | 1   | 129:104 | +25  | 71     |
| 08.  | EVZ Academy          | 44 | 14 | 24 | 1   | 0   | 2   | 3   | 94:138  | −44  | 51     |
| 09.  | GCK Lions            | 44 | 14 | 25 | 1   | 2   | 0   | 2   | 123:163 | −40  | 50     |
| 010. | EHC Winterthur       | 44 | 7  | 31 | 0   | 2   | 2   | 2   | 99:153  | −54  | 29     |
| 011. | HCB Ticino Rockets   | 44 | 4  | 38 | 9   | 1   | 0   | 1   | 60:190  | −130 | 14     |

### Topscorer
| Spieler              | Verein               | Spiele | Tore | Assists | Punkte |
| -------------------- | -------------------- | ------ | ---- | ------- | ------ |
| Philip-Michaël Devos | HC Ajoie             | 44     | 19   | 56      | 75     |
| Jonathan Hazen       | HC Ajoie             | 42     | 30   | 32      | 62     |
| Tim Coffman          | HC La Chaux-de-Fonds | 44     | 11   | 46      | 60     |
| Cason Hohmann        | EHC Olten            | 44     | 18   | 38      | 57     |
| Mark van Guilder     | EHC Visp             | 44     | 18   | 38      | 56     |
| Evgeni Chiriaev      | EHC Olten            | 44     | 30   | 24      | 54     |
| Dan Kissel           | EHC Visp             | 44     | 25   | 28      | 53     |
| Cody Wydo            | HC Thurgau           | 42     | 23   | 24      | 47     |
| Ryan Hayes           | GCK Lions            | 43     | 18   | 27      | 45     |
| Adam Hasani          | HC La Chaux-de-Fonds | 44     | 15   | 28      | 43     |

## Playoffs

### Playoff-Baum
Für jede Runde werden die Paarungen anhand der Tabelle in der Qualifikation erneut ermittelt. Gespielt wird nach dem Best-of-Seven-Modus.
| Viertelfinal                                          | Viertelfinal                                          | Viertelfinal                                          |                                                       | Halbfinal                                             | Halbfinal                                             | Halbfinal                                             |   |                      | Final         | Final | Final |
|                                                       |                                                       |                                                       |                                                       |                                                       |                                                       |                                                       |   |                      |               |       |       |
| 1                                                     | HC La Chaux-de-Fonds                                  | 4                                                     |                                                       |                                                       |                                                       |                                                       |   |                      |               |       |       |
| 8                                                     | EVZ Academy                                           | 0                                                     |                                                       |                                                       |                                                       |                                                       |   |                      |               |       |       |
|                                                       |                                                       |                                                       | 1                                                     | HC La Chaux-de-Fonds                                  | 4                                                     |                                                       |   |                      |               |       |       |
|                                                       |                                                       |                                                       | 7                                                     | HC Thurgau                                            | 1                                                     |                                                       |   |                      |               |       |       |
| 2                                                     | HC Ajoie                                              | 3                                                     |                                                       |                                                       |                                                       |                                                       |   |                      |               |       |       |
| 7                                                     | HC Thurgau                                            | 4                                                     |                                                       |                                                       |                                                       |                                                       |   |                      |               |       |       |
| (Die Teams werden nach der ersten Runde neu gesetzt.) | (Die Teams werden nach der ersten Runde neu gesetzt.) | (Die Teams werden nach der ersten Runde neu gesetzt.) | (Die Teams werden nach der ersten Runde neu gesetzt.) | (Die Teams werden nach der ersten Runde neu gesetzt.) | (Die Teams werden nach der ersten Runde neu gesetzt.) | (Die Teams werden nach der ersten Runde neu gesetzt.) | 1 | HC La Chaux-de-Fonds | 0             |       |       |
| (Die Teams werden nach der ersten Runde neu gesetzt.) | (Die Teams werden nach der ersten Runde neu gesetzt.) | (Die Teams werden nach der ersten Runde neu gesetzt.) | (Die Teams werden nach der ersten Runde neu gesetzt.) | (Die Teams werden nach der ersten Runde neu gesetzt.) | (Die Teams werden nach der ersten Runde neu gesetzt.) | (Die Teams werden nach der ersten Runde neu gesetzt.) |   | 4                    | SC Langenthal | 4     |       |
| 3                                                     | EHC Olten                                             | 4                                                     |                                                       |                                                       |                                                       |                                                       |   |                      |               |       |       |
| 6                                                     | EHC Visp                                              | 0                                                     |                                                       |                                                       |                                                       |                                                       |   |                      |               |       |       |
|                                                       |                                                       |                                                       | 3                                                     | EHC Olten                                             | 2                                                     |                                                       |   |                      |               |       |       |
|                                                       |                                                       |                                                       | 4                                                     | SC Langenthal                                         | 4                                                     |                                                       |   |                      |               |       |       |
| 4                                                     | SC Langenthal                                         | 4                                                     |                                                       |                                                       |                                                       |                                                       |   |                      |               |       |       |
| 5                                                     | EHC Kloten                                            | 1                                                     |                                                       |                                                       |                                                       |                                                       |   |                      |               |       |       |
|                                                       |                                                       |                                                       |                                                       |                                                       |                                                       |                                                       |   |                      |               |       |       |

### Viertelfinal
|                                    | Serie | 1         | 2         | 3         | 4   | 5         | 6   | 7   | [HR]  |
| ---------------------------------- | ----- | --------- | --------- | --------- | --- | --------- | --- | --- | ----- |
| HC La Chaux-de-Fonds – EVZ Academy | 4:0   | 5:3       | 5:2       | 3:2 n. V. | 5:1 | -         | -   | -   | [4:0] |
| HC Ajoie – HC Thurgau              | 3:4   | 5:3       | 2:3 n. V. | 3:2       | 1:4 | 3:2 n. V. | 1:3 | 1:2 | [3:1] |
| EHC Olten – EHC Visp               | 4:0   | 4:1       | 4:3 n. V. | 3:2 n. V. | 4:1 | -         | -   | -   | [0:4] |
| SC Langenthal – EHC Kloten         | 4:1   | 2:3 n. V. | 3:0       | 3:2       | 6:0 | 4:1       | -   | -   | [3:1] |

### Halbfinal
|                                   | Serie | 1         | 2         | 3         | 4   | 5   | 6         | 7 | [HR]  |
| --------------------------------- | ----- | --------- | --------- | --------- | --- | --- | --------- | - | ----- |
| HC La Chaux-de-Fonds – HC Thurgau | 4:1   | 4:3 n. V. | 0:1       | 5:4 n. V. | 5:1 | 6:1 | -         | - | [3:1] |
| EHC Olten – SC Langenthal         | 2:4   | 2:1       | 3:4 n. V. | 5:3       | 1:4 | 1:4 | 2:3 n. V. | - | [5:3] |

### Final
| 27.3.2019 19:45 Uhr | HC La Chaux-de-Fonds 26:16 Coffman (Cameron, Hasani) 1:1 44:13 Coffman 2:1 | 2:3 n. V. (0:0, 1:1, 1:1, 0:1) Spielbericht Stand: 0:1 | SC Langenthal 21:59 Rytz (Kelly, Tschannen) 0:1 59:16 Tschannen (Pelletier, Rytz) 2:2 61:28 Kelly (Pelletier) 2:3 | Patinoire des Mélèzes, La Chaux-de-Fonds Zuschauer: 4587 |

| 29.3.2019 19:45 Uhr | SC Langenthal 15:53 Leblanc (Dünner, Tschannen) 1:0 59:01 Kummer (Küng, Leblanc) 2:0 59:30 Pelletier (Kelly) 3:0 | 3:0 (1:0, 0:0, 2:0) Spielbericht Stand: 2:0 | HC La Chaux-de-Fonds | Eishalle Schoren, Langenthal Zuschauer: 3620 |

| 31.3.2019 18:30 Uhr | HC La Chaux-de-Fonds | 0:2 (0:2, 0:0, 0:0) Spielbericht Stand: 0:3 | SC Langenthal 0:32 Rytz (Gerber) 0:1 7:58 Kelly 0:2 | Patinoire des Mélèzes, La Chaux-de-Fonds Zuschauer: 4650 |

| 3.4.2019 19:45 Uhr | SC Langenthal 14:21 Dünner (Andersons) 1:1 35:28 Tschannen (Kelly, Pelletier) 2:1 59:16 Pelletier (Kummer) 3:1 | 3:1 (1:1, 1:0, 1:0) Spielbericht Stand: 4:0 | HC La Chaux-de-Fonds 12:47 Hasani (Weder, Cameron) 0:1 | Eishalle Schoren, Langenthal Zuschauer: 4002 |

### Meistermannschaft des SC Langenthal
| Swiss League Meister SC Langenthal | Torhüter: Marco Mathis, Viktor Östlund, Philip Wüthrich, Sandro Zaugg Verteidiger: Axel Andersson, Luca Christen, Mike Henauer, Mathieu Maret, Yves Müller, Hans Pienitz, Philippe Rytz (A), Jöel Scheidegger Angreifer: Toms Andersons, Giacomo Dal Pian, Nico Dünner (A), Tom Gerber, Dominik Gyger, Silvan Hess, Brent Kelly, Dario Kummer, Vincenzo Küng, Robin Leblanc, Robin Nyffeler, Pascal Pelletier, Stefan Rüegsegger, Simon Sterchi, Stefan Tschannen (C), Luca Wyss Cheftrainer: Per Hånberg Assistenztrainer: Jeff Campbell |